# Comté d'Auvergne
Pour les articles homonymes, voir Auvergne (homonymie).
980–1610
(571 ans)
Le comté d'Auvergne est une ancienne principauté relevant du royaume de France. Au XIIe siècle le comté d'Auvergne reste sous la suzeraineté des ducs d'Aquitaine et devient donc possession des Plantagenêts. À la fin du XIIe siècle le comté en est dissocié. Au nord du comté s'étend la Couronne du royaume de France. À l'Est les territoires du Saint-Empire. Au Sud le comté de Toulouse, ou s'exerce l'influence du royaume d'Aragon. Au début du XIIIe siècle le comté disparaît, la Maison royale ne laissant plus qu'un micro territoire à l'autorité comtale. 

## Subdivision du comté
Au moyen âge le territoire du comté d'Auvergne se réduit progressivement, donnant naissance à de nouvelles entités :
1. Le comté épiscopal de Clermont 1202-1551. À la suite d'un procès entre Catherine de Médicis et l'évêque Guillaume Duprat, la famille royale se vit adjugé le comté (1551-1610).
2. Le dauphiné d'Auvergne 1155-1531, territoire constitutif du comté qui s'opposa au parti s'étend vu reconnaitre le pouvoir à la suite d'une guerre de succession. Il forma de facto une entité concurrente puis dissidente lorsque le titre de comte d'Auvergne fut abandonné sous Robert II (1273-1282). Sa capitale fut Vodable.
3. La Terre d'Auvergne 1214-1360, territoire relevant du Domaine royal créé à la suite de la conquête du comté. Il comprenait les territoires initiaux du comté à l'exception du secteur de Vic-le-Comte et ceux s'étends détachés antérieurement, juridiquement comme le comté épiscopal de Clermont, d'abord politiquement comme le dauphiné d'Auvergne. La Terre d'Auvergne devint le Duché d'Auvergne (1360-1531) avec pour capitale Riom.

La comté d'Auvergne, successeur politique du comté initial, fut réduit à une portion de territoire centré sur la ville de Vic-le-Comte. la famille royale hérita de ce comté (1534-1610).

## Historique

### Origines
Le comté d'Auvergne est l'une des plus anciennes féodalités du territoire correspondant à la France actuelle, puisqu'il a été érigé à la fin de la période romaine. Durant l'ère mérovingienne, il devient même momentanément un duché.
Le comté d'Auvergne faisait partie du duché d'Aquitaine. Les ducs d'Aquitaine étaient les suzerains directs des comtes d'Auvergne. La famille des comtes d'Auvergne gouverne le comté depuis le Xe siècle.

### L'Auvergne entre Capétiens et Anglo-Aquitains
Une crise éclate au sein de la famille en 1155, date à laquelle le comte Guillaume VII d'Auvergne est déshérité par son oncle Guillaume VIII d'Auvergne. Guillaume le Jeune se considérant lésé fait appel à son suzerain, Henri II d'Angleterre, duc d'Aquitaine depuis son mariage avec Aliénor d'Aquitaine. Ce dernier demande à Guillaume le Vieux de comparaître devant lui. Guillaume le Vieux accepte puis se ravise et se réfugie auprès de Louis VII. Henri II intervient alors en Auvergne, en 1167. Le conflit entre les Capétiens et les Plantagenêt aboutit à une division du comté en deux. Guillaume VIII reprend la plus grande partie avec le titre comtal tandis que Guillaume VII doit se satisfaire du titre de comte de Clermont avec une petite partie de l'ancien comté d'Auvergne qui prendra le nom de Dauphiné d'Auvergne en 1281. En 1177, les rois de France et d'Angleterre se rencontrent à Graçay pour discuter des prétentions de suzeraineté sur le comté d'Auvergne que chacun réclamait. Le roi d'Angleterre ayant fait venir le comte d'Auvergne et les barons du pays pour leur demander les droits des ducs d'Aquitaine sur l'Auvergne. Ils confirment que l'Auvergne appartient aux ducs, sauf l'évêché de Clermont. Mais le roi de France n'accepte pas cette décision. Le conflit auvergnat va devenir un conflit entre le roi de France Philippe II Auguste et le roi d'Angleterre, Henri II, mort le 6 juillet 1189, puis son fils Richard Cœur de Lion.
Après une campagne victorieuse contre Henri II d'Angleterre en 1188, le roi de France Philippe-Auguste, qui a succédé à Louis VII, oblige Henri II et Richard Cœur de Lion à abandonner leurs droits sur le comté d'Auvergne par le 4e traité de Gisors et le traité d'Azay-le-Rideau, en juillet 1189. Le roi de France devient alors le suzerain direct des comtes d'Auvergne. Les guerres se poursuivant entre les rois de France et d'Angleterre, Richard Cœur de Lion ayant succédé à Henri II, les seigneurs auvergnats se voient contraints de prendre position. Le traité de Gaillon, signé le 14 janvier 1196, par Philippe-Auguste et Richard Cœur de Lion reconnaît la suzeraineté du roi de France sur l'Auvergne, mais le conflit entre les deux rois reprend dès l'été. Ce moment marque le début de la guerre entre le roi de France et le comte d'Auvergne. Le comte d'Auvergne Guy II, petit-fils de Guillaume VIII l'Ancien, se range derrière Richard Cœur de Lion, tandis que l'évêque de Clermont, Robert, frère de Gui II, prend parti pour Philippe-Auguste. Dès 1196 le conflit s'accentue et atteint son paroxysme en 1210 à Mozac entre partisans de Guy II d'Auvergne et partisans du roi de France. En 1199, Philippe Auguste s'empare d'Issoire à la suite d'une intervention contre le comte de Clermont, Robert IV, comte de Clermont (Dauphiné d'Auvergne). Une paix est conclue entre le comte de Clermont et le roi le 30 septembre 1199.
En 1210, le comte d'Auvergne Guy II d'Auvergne attaque l'abbaye de Mozac ainsi que le prieuré de Marsat et fait prisonnier son frère Robert d'Auvergne, évêque de Clermont. Philippe Auguste prend le prétexte de ce conflit pour envoyer son armée commandée par Guy II de Dampierre, seigneur de Bourbon par son mariage en 1196 avec Mathilde de Bourbon, pour attaquer le comte d'Auvergne en 1212. Malgré une alliance anglaise plus ou moins concrète et après plusieurs années de combat, le comte Guy II est défait par les armées du roi de France Philippe-Auguste lors du siège de Tournoël en décembre 1213.

### Le comté dans l'ombre du royaume de France
La plus grande partie de l'Auvergne est alors annexée au royaume de France. Cependant, un petit territoire situé au centre de la Limagne, autour de Vic-le-Comte, est laissé à Guy II auquel l'on garantit l'indépendance.
L'ancien comté d'Auvergne est alors découpé en trois parties :
- la première est revenue au royaume de France et a pris le nom de « Terre d'Auvergne ». Elle correspond en grande partie à la Basse-Auvergne. En 1249, la Terre royale d'Auvergne est donnée en apanage par Louis IX à son frère Alphonse de Poitiers. Il fait de Riom sa capitale. En 1360, le roi Jean II crée, sur la Terre royale d'Auvergne, un duché d'Auvergne donné en apanage à Jean de Berry. À la mort de Jean de Berry, en 1416, le duché d'Auvergne est laissé à sa fille, Marie, qui s'était remariée en 1400 avec Jean Ier de Bourbon. Le titre se transmet dans la maison de Bourbon jusqu'à ce que le roi François Ier conteste la transmission du duché d'Auvergne au connétable de Bourbon, duc de Bourbon, comte de Montpensier, dauphin d'Auvergne, comte de Clermont en Beauvaisis, de Forez, de la Marche, vicomte de Carlat et sire de Beaujeu, après la mort de sa femme Suzanne de Bourbon, duchesse d'Auvergne, en 1521. Il confie le duché à Louise de Savoie, arrière-petite-fille de Marie de Berry et mère du roi. Le duché fait retour à la couronne après sa mort, en 1531.
- la deuxième, bien plus petite, est restée indépendante et a reçu le nom de « Comté » ; les comtes d'Auvergne ont fait de Vic-le-Comte leur nouvelle capitale[7],[8]. La Comté d'Auvergne est restée dans les mains de la comtesse d'Auvergne Catherine de Médicis, devenue reine de France par son mariage avec Henri II[9],[10]. Celle-ci n'y réside pas mais son fils Charles IX y fait un bref passage en 1566 lors de son tour de France. En 1589, Catherine de Médicis lègue le comté d'Auvergne à Charles de Valois-Angoulême, fils naturel de Charles IX , qui, nommé gouverneur d'Auvergne par Henri IV, vient en prendre possession en 1591 mais doit disputer le pays aux ligueurs commandés par le duc de Nemours. Le 6 mars 1606, Marguerite de France, fille de Catherine de Médicis, qui meurt sans postérité en 1615, au terme de son procès avec Charles de Valois-Angoulême, fait don de tous ses biens au dauphin Louis XIII. Le 10 avril, elle lui fait également don de ce qu'elle ne possède pas encore, le comté d'Auvergne et la baronnie de la Tour[11], avant d'être faite comtesse d'Auvergne et de Clermont, baronne de la Tour et de La Chaise fin mai, par rupture du testament de Catherine de Médicis. Marguerite conserve en contrepartie de son don l'usufruit des terres données à la Couronne jusqu'à la fin de sa vie[12].
- la troisième, le Dauphiné d'Auvergne. Le Dauphiné d'Auvergne passe dans les mains de la branche des Bourbon-Montpensier par le mariage de Louis Ier de Bourbon-Montpensier avec Jeanne Ire, dauphine d'Auvergne, en 1426, puis des ducs d'Orléans à partir de 1693 jusqu'à la Révolution.

### Clermont, ville de l'évêque
Les évêques de Clermont possédaient une seigneurie importante en Auvergne. Dès l'épiscopat d'Étienne II, vers 950, dans les différents conflits locaux, les évêques vont se placer sous la protection des rois de France.
Vers 1034, Guillaume V d'Auvergne avait cédé la moitié de la ville de Clermont à l'église de Clermont représentée par l'évêque Rencon. En 1044, Guillaume V d'Auvergne a autorisé l'évêque à battre sa propre petite monnaie. Les comtes d'Auvergne vont laisser Clermont aux évêques pour s'installer à Montferrand que les comtes d'Auvergne ont créé au début du XIIe siècle.